# Шейх, Шахназ
Мухаммад Шахназ Шейх (урду شہناز شیخ‎, англ. Muhammad Shahnaz Sheikh, 21 марта 1949, Сиалкот, Пакистан) — пакистанский хоккеист (хоккей на траве), нападающий. Серебряный призёр летних Олимпийских игр 1972 года, бронзовый призёр летних Олимпийских игр 1976 года, чемпион мира 1971 и 1978 годов.

## Биография
Шахназ Шейх родился 21 марта 1949 года в пакистанском городе Сиалкот.
В 1972 году вошёл в состав сборной Пакистана по хоккею на траве на Олимпийских играх в Мюнхене и завоевал серебряную медаль. Играл на позиции нападающего, провёл 9 матчей, забил 2 мяча (по одному в ворота сборных Уганды и Индии).
В 1976 году вошёл в состав сборной Пакистана по хоккею на траве на Олимпийских играх в Монреале и завоевал бронзовую медаль. Играл на позиции нападающего, провёл 5 матчей, забил 3 мяча (два в ворота сборной Новой Зеландии, один — ФРГ).
В 1971 и 1978 годах в составе сборной Пакистана завоевал золотые медали на чемпионатах мира в Барселоне и Буэнос-Айресе в 1975 году выиграл серебро в Куала-Лумпуре.
Трижды выигрывал хоккейный турнир летних Азиатских игр: в Бангкоке в 1970 и 1978 годах и в Тегеране в 1974 году.
В 1978 году выиграл Трофей чемпионов, проходивший в Лахоре.
В 1969—1978 годах провёл за сборную Пакистана 68 матчей, забил 45 мячей.
В 1990 году удостоен правительственной награды Pride of Perfomance.
По окончании игровой карьеры стал тренером. С юношеской сборной Пакистана выиграл Кубок Азии. В 2015 году тренировал мужскую сборную Пакистана, однако быстро покинул пост после неудачных выступлений.

## Семья
Младший брат Шахназа Шейха Тарик Шейх (род. 1968) также играл за сборную Пакистана по хоккею на траве, в 1988 году участвовал в летних Олимпийских играх в Сеуле.